# طراد، حماة
طراد (به عربی: طراد) یک روستا در سوریه است که در ناحیه مرکزی سلمیه واقع شده‌است. طراد ۷۳۶ نفر جمعیت دارد.